# Spoorlijn Vallorbe - Daillens
De spoorlijn Vallorbe - Daillens - Lausanne, is onderdeel van de Simplonlinie, Walliser Bahn of als Ligne d'Italie, een spoorlijn van de Frans-Zwitserse grensplaats Saint-Gingolph aan de zuidoever van het meer van Genève via Lausanne langs de Rhône naar Brig met aansluiting door de Simplontunnel onder de Simplonpas bij de Italiaanse grens bij Gondo tot aan Domodossola.

## Geschiedenis
Het traject tussen Daillens en Vallorbe werd door de Jura-Simplon-Bahn (JS) in 1886 geopend.

## Treindiensten
De treindienst op dit traject wordt uitgevoerd door de Schweizerische Bundesbahnen (SBB).

## Aansluitingen
In de volgende plaatsen is of was er een aansluiting van de volgende spoorlijnen:

### Vallorbe
- Vallorbe - Le Brassus, spoorlijn tussen Vallorbe en Le Brassus

### Daillens
- Jurafusslinie, spoorlijn tussen Olten en Lausanne /Genève

### Lausanne
In Lausanne bestond de mogelijkheid in station CFF over te stappen op de voormalige funiculaire / tandradbaan van:
- Tandradbaan ex tanrad spoorlijn tussen Lausanne-Ouchy en Lausanne-Flon.
- Metro van Lausanne, een metro op rubberen banden.
- Jurafusslinie, spoorlijn tussen Olten en Lausanne /Genève via Solothurn
- Mittellandlinie, spoorlijn tussen Olten en Lausanne via Bern
- Simplonlinie, spoorlijn tussen Lausanne en Brig

## Elektrische tractie
Het traject werd geëlektrificeerd met een spanning van 15.000 volt 16 2/3 Hz wisselstroom.